# Ctenus vehemens
Ctenus vehemens är en spindelart som beskrevs av Eugen von Keyserling 1891. Ctenus vehemens ingår i släktet Ctenus och familjen Ctenidae. Inga underarter finns listade i Catalogue of Life.